# Ammerön
Ammerön é uma ilha do lago Revsundssjön, na província histórica da Jämtland. Tem uma área de 59 km2, e ocupa a maior parte do lago. Está ligada à terra firme por uma ponte na parte norte. 